# Aldolase C
Pour les articles homonymes, voir Aldolase.
L’aldolase C est l'une des trois isoformes de l'aldolase, une lyase qui catalyse les réactions :
D-fructose-1-phosphate  {\displaystyle \rightleftharpoons }  D-glycéraldéhyde + dihydroxyacétone phosphate ;
D-fructose-1,6-bisphosphate  {\displaystyle \rightleftharpoons }  D-glycéraldéhyde-3-phosphate + dihydroxyacétone phosphate.
Cette enzyme cytosolique intervient à la 4e étape de la glycolyse ainsi que dans la gluconéogenèse,. Chez l'homme, elle est encodée par le gène ALDOC, situé sur le chromosome 17 et particulièrement exprimé dans l'hippocampe et les cellules de Purkinje du cerveau. Plus précisément, cette enzyme est exprimée dans la plupart des tissus mais est prépondérante dans le cerveau, le muscle lisse et les cellules du système nerveux,,,.
Dans la mesure où elle est exprimée dans le système nerveux central parallèlement à l'aldolase A, on pense qu'elle assure également des fonctions particulière au système nerveux central indépendantes de la glycolyse. Sa présence dans d'autres types de cellules, tels que les thrombocytes (plaquettes sanguines) et les mastocytes pourrait permettre à celles-ci de disposer d'une voie de secours en cas de défaillance des autres aldolases.
D'une manière générale, elle assure certaines fonctions non catalytiques, à l'instar des autres aldolases, mais de manière semble-t-il moins marquée. Ainsi, elle se lie moins étroitement au cytosquelette que les autres aldolases, probablement en raison de son point isoélectrique plus acide. Elle participe également à la réponse au stress des cellules épithéliales en hypoxie et des cellules de Purkinje dans le cervelet exposées à une situation d'excitotoxicité.